# Lee J. Cobb
 (mars 2017).
Si vous disposez d'ouvrages ou d'articles de référence ou si vous connaissez des sites web de qualité traitant du thème abordé ici, merci de compléter l'article en donnant les références utiles à sa vérifiabilité et en les liant à la section « Notes et références ».
Pour les articles homonymes, voir Cobb.
Lee J. Cobb, né le 8 décembre 1911 à New York et mort le 11 février 1976 à Woodland Hills, est un acteur américain. De son vrai nom Leo Jacoby, il est issu d'une famille juive de New York. Son plus grand rôle reste celui du troisième juré — celui le plus longtemps convaincu de la culpabilité d'un jeune accusé — dans le film de procès Douze hommes en colère (1957) réalisé par Sidney Lumet. On se souvient aussi de son rôle de chef de gang dans Sur les quais et de policier dépassé dans L'Exorciste.

## Biographie

### Débuts au théâtre et au cinéma
Cobb poursuit des études à l'université de New York quand il rejoint un groupe de théâtre de sensibilité de gauche, en 1935, et joue dans l'œuvre de Clifford Odets Waiting for Lefty (pièce mettant en scène des conducteurs de taxis pendant la Grande Dépression, selon une lecture fortement marxiste). En 1937, il débute au cinéma avec Ali Baba Goes to Town réalisé par David Butler. On le connaît alors surtout pour le rôle de Willy Loman dans Mort d'un commis voyageur d'Arthur Miller, dirigé par Elia Kazan. En 1957, Sidney Lumet lui confie le rôle du troisième juré dans le film Douze hommes en colère qui est encore considéré aujourd'hui comme un des plus grands chefs-d'œuvre du Septième art.
Il interprète aussi le rôle du mentor de James Coburn dans F comme Flint et Our Man Flint. Il joue aussi dans le téléfilm Mort d'un commis voyageur, avec d'autres acteurs, encore peu connus : Gene Wilder, Bernie Kopell, et George Segal. Il est nommé pour un Emmy Award à cette occasion.

### Témoin devant la HUAC
Cobb est sur les listes des communistes « possibles » du House Un-American Activities Committee (HUAC) du fait de ses débuts au théâtre dans un groupe marqué politiquement. Appelé à témoigner dans cette chasse aux sorcières, il commence par refuser, ce qui lui vaut quelques menaces, puis s'y résout en 1953 en dénonçant une vingtaine de personnes comme anciens membres du Parti communiste des États-Unis d'Amérique (CPUSA).
Après l'audience, il reprend sa carrière et travaille avec Kazan et Budd Schulberg, deux autres témoins de la HUAC, dans le film Sur les quais (1954).

### Décès
Lee J. Cobb meurt d'une crise cardiaque à 64 ans, en 1976 à Woodland Hills et est enterré au Mount Sinai Memorial Park Cemetery (en) de Los Angeles.

## Filmographie

### Cinéma

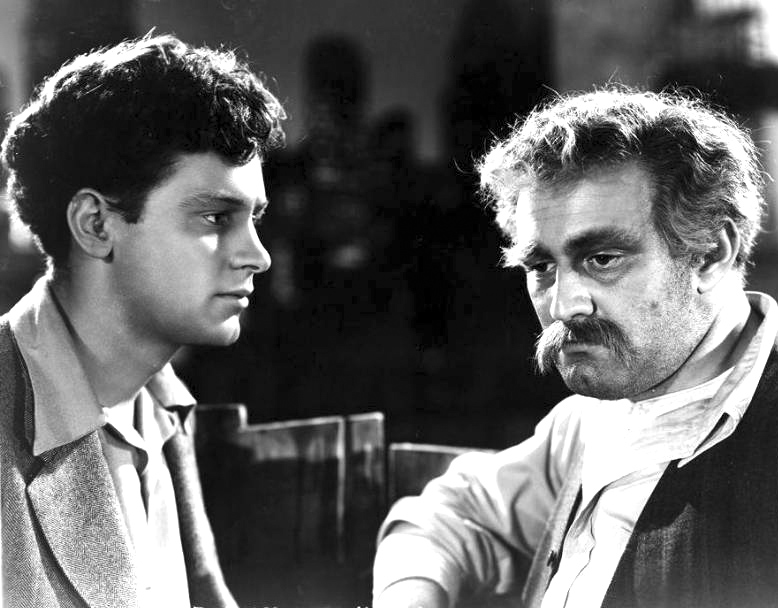
(à droite) avec William Holden dans L'Esclave aux mains d'or

- 1934 : The Vanishing Shadow de Louis Friedlander : Roadwork foreman (non crédité)
- 1937 : Au nord de Rio Grande (en) (North of the Rio Grande) de Nate Watt : Président Woorden
- 1937 : La Vallée des ruffians (en) (Rustlers' Valley) de Nate Watt : Cal Howard
- 1937 : Nuits d'Arabie (Ali Baba Goes to Town) de David Butler : un arabe (non crédité)
- 1938 : Danger on the Air (en) de Otis Garrett : Tony Lisotti
- 1939 : L'Esclave aux mains d'or (Golden Boy) de Rouben Mamoulian : M. Bonaparte
- 1940 : La Mariée célibataire (This Thing Called Love) de Alexander Hall : Julio Diestro
- 1941 : Des hommes vivront (Men of Boys Town) de Norman Taurog : Dave Morris
- 1941 : Ici Londres (Paris calling) de Edwin L. Marin : Capitaine Schwabe
- 1943 : La Nuit sans lune (The Moon Is Down) de Irving Pichel : Dr Albert Winter
- 1943 : Tonight We Raid Calais (en) de John Brahm : M. Bonnard
- 1943 : La Vallée infernale (Buckskin Frontier) de Lesley Selander : Jephta Marr

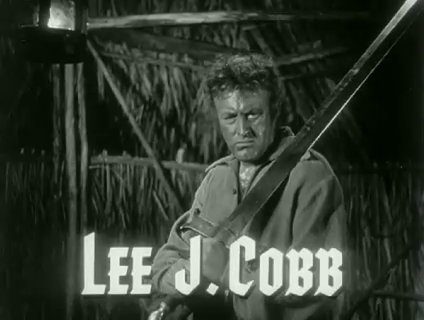
dans Capitaine de Castille

- 1943 : Le Chant de Bernadette (The Song of Bernadette) de Henry King : Dr Dozous
- 1944 : La Victoire des ailes (Winged Victory) de George Cukor : le docteur (comme Cpl. Lee Cobb)
- 1946 : Anna et le Roi de Siam (Anna and the King of Siam) de John Cromwell : Kralahome
- 1947 : L'Heure du crime (Johnny O'Clock) de Robert Rossen : Inspecteur Koch
- 1947 : Boomerang ! de Elia Kazan : Chef Harold F. « Robbie » Robinson
- 1947 : Capitaine de Castille (Captain from Castile) de Henry King : Juan Garcia
- 1948 : Appelez nord 777 (Call Northside 777) de Henry Hathaway : Brian Kelly
- 1948 : Le Miracle des cloches (The Miracle of the Bells) de Irving Pichel : Marcus Harris
- 1948 : L'Énigmatique Monsieur Horace (The Luck of the Irish) de Henry Koster : David C. Augur
- 1948 : La Fin d'un tueur (The Dark Past) de Rudolph Maté : Dr Andrew Collins
- 1949 : Les Bas-fonds de Frisco (Thieves' Highway) de Jules Dassin : Mike Figlia
- 1950 : Captif de l'amour (The Man Who Cheated Himself) de Felix E. Feist : Lt. Ed Cullen
- 1951 : Sirocco de Curtis Bernhardt : Col. Feroud
- 1951 : The Family Secret (en) de Henry Levin : Howard Clark
- 1952 : The Fighter (en) de Herbert Kline : Durango
- 1953 : Les Démons du Texas (The Tall Texan) de Elmo Williams : Capt. Theodore Bess
- 1954 : Yankee Pasha (en) de Joseph Pevney : le sultan
- 1954 : Panique sur la ville (Gorilla at Large) de Harmon Jones : Sgt. Garrison
- 1954 : Sur les quais (On the Waterfront) de Elia Kazan : Johnny Friendly
- 1954 : Day of Triumph (en) de John T. Coyle et Irving Pichel : Zadok

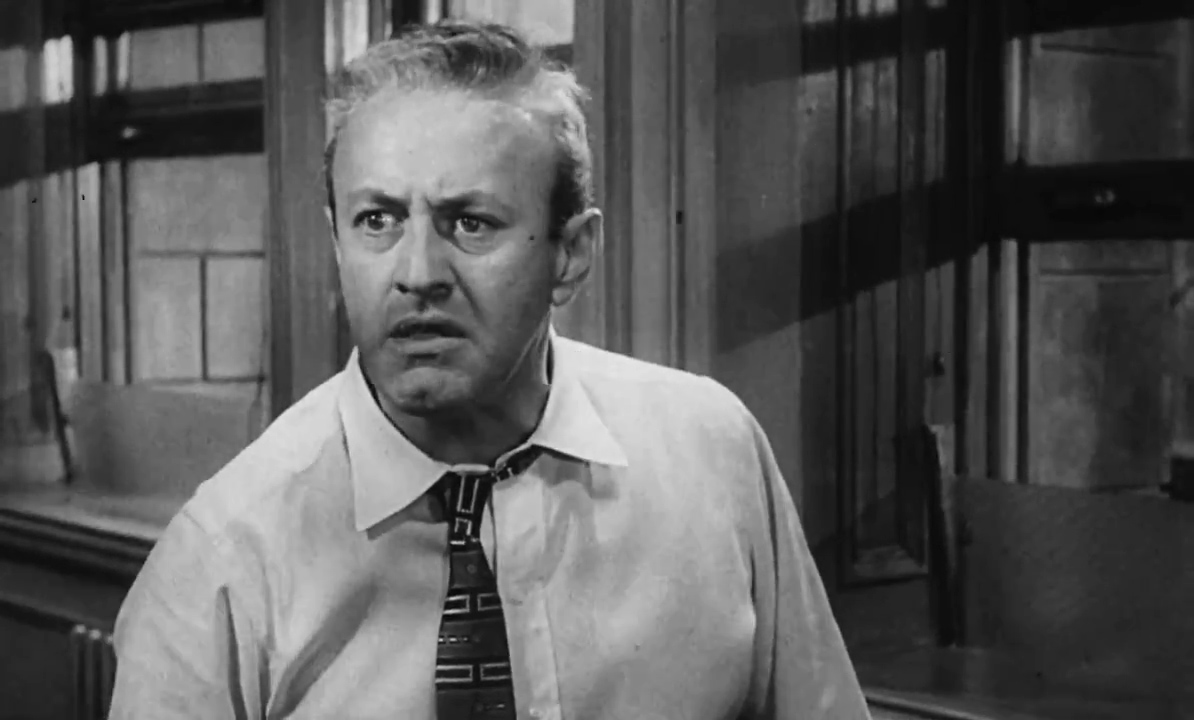
dans Douze hommes en colère

- 1955 : Le Cercle infernal (The Racers) de Henry Hathaway : Maglio
- 1955 : Colorado Saloon de Joe Kane : Jim Donovan
- 1955 : La Main gauche du Seigneur (The Left Hand of God) de Edward Dmytryk : Mieh Yang
- 1956 : L'Homme au complet gris (The Man in the Gray Flannel Suit) de Nunnally Johnson : Juge Bernstein
- 1956 : Meurtres à Miami (Miami Exposé) de Fred F. Sears : Lt. Barton « Bart » Scott
- 1957 : Douze Hommes en colère (12 Angry Men) de Sidney Lumet : Juré #3
- 1957 : Racket dans la couture (The Garment Jungle) de Vincent Sherman : Walter Mitchell
- 1957 : Les Trois Visages d'Ève (The Three Faces of Eve) de Nunnally Johnson : Dr Curtis Luther
- 1958 : L'Homme de l'Ouest (Man of the West) de Anthony Mann : Doc Tobin
- 1958 : Les Frères Karamazov (The Brothers Karamazov) de Richard Brooks : Fyodor Karamazov
- 1958 : Traquenard (Party Girl) de Nicholas Ray : Rico Angelo
- 1959 : Dans la souricière (The Trap) de Norman Panama : Victor Massonetti
- 1959 : Vertes Demeures (Green Mansions) de Mel Ferrer : Nuflo
- 1959 : La Vie à belles dents (But Not For Me) de Walter Lang : Jeremiah McDonald
- 1960 : Exodus de Otto Preminger : Barak Ben Canaan
- 1962 : La conquête de l'Ouest (How the West Was Won) de John Ford
- 1962 : Les Quatre Cavaliers de l'Apocalypse (The Four Horsemen of the Apocalypse) de Vincente Minnelli
- 1963 : T'es plus dans la course, papa ! (Come Blow Your Horn) de Bud Yorkin : Harry R. Baker
- 1966 : Notre homme Flint (Our Man Flint) de Daniel Mann : Lloyd Cramden
- 1967 : F comme Flint (In Like Flint) de Gordon Douglas : Lloyd Cramden
- 1968 : La Mafia fait la loi (Il giorno della civetta) de Damiano Damiani : Don Mariano Arena
- 1968 : Le Jour des Apaches (Day of the evil gun) de Jerry Thorpe : le rancher (non crédité)
- 1968 : Un shérif à New York (Coogan's Bluff) de Don Siegel : Lt. McElroy
- 1968 : Les Hommes de Las Vegas (Las Vegas, 500 millones) de Antonio Isasi-Isasmendi : Steve Skorsky
- 1969 : L'Or de MacKenna (Mackenna's Gold) de J. Lee Thompson : l'éditeur
- 1970 : On n'achète pas le silence (The Liberation of L.B. Jones) de William Wyler : Oman Hedgepath
- 1970 : Macho Callahan de Bernard L. Kowalski : Duffy
- 1971 : L'Homme de la loi (Lawman) de Michael Winner : Vincent Bronson
- 1973 : Le Fantôme de Cat Dancing (The Man Who Loved Cat Dancing) de Richard C. Sarafian
- 1973 : L'Exorciste  (The Exorcist) de William Friedkin : Lt. William Kinderman
- 1973 : Ultimatum de Jean-Pierre Lefebvre
- 1973 : Le Grand Kidnapping (La polizia sta a guardare) de Roberto Infascelli : Jovine
- 1974 : Mourir à 12 ans (it) (Il Venditore di Palloncini) de Mario Gariazzo : Twenty Years
- 1975 : Un flic voit rouge (Mark il poliziotto) de Stelvio Massi : Benzi
- 1975 : Le Veinard (That Lucky Touch) de Christopher Miles : Lt-Gen. Henry Steedman
- 1975 : Marc la gâchette (Mark il poliziotto spara per primo) de Stelvio Massi : Benzi
- 1976 : Gli amici di Nick Hezard de Fernando Di Leo : Robert Clark
- 1976 : Magnum 44 spécial (La legge violenta della squadra anticrimine) de Stelvio Massi : Dante Ragusa

### Télévision
- 1951 : Tales of Tomorrow (série télévisée) : Wayne Crowder (épisode Test Flight)
- 1951 : Lights Out (en) (série télévisée) : David Stevenson (épisode The Veil)
- 1951 : Somerset Maugham TV Theatre (série télévisée) : Charles Strickland (épisode The Moon and Sixpence)
- 1954 : The Ford Television Theatre (en) (série télévisée) : Matt Erwin (épisode Night Visitor)
- 1955 : Lux Video Theatre (en) (série télévisée) : Émile Zola (épisode The Life of Emile Zola)
- 1955 : Medic (série télévisée) : Henry Fisher (épisode Break through the Bars)
- 1955 : Producers' Showcase (série télévisée) : Rubashev (épisode Darkness at noon)
- 1956 : The Alcoa Hour (en) (série télévisée) : Zocco (épisode A Patch of Faith)
- 1956 : Zane Grey Theater (série télévisée) : Capt. Andrew Watling (épisode Death Watch)
- 1957 : Studio One (série télévisée) : Dr Joseph Pearson (épisode No Deadly médicine Part 1 and 2)
- 1957 : Playhouse 90 (série télévisée) : Al Bengsteen (épisode Panic Button)
- 1958 : Zane Grey Theater (série télévisée) : Drifter (épisode Legacy of a Legend)
- 1959 : Playhouse 90 (série télévisée) : Dr Lawrence Doner (épisode Project Immortality)
- 1959 : Westinghouse Desilu Playhouse (série télévisée) : El Jefe (épisode Trial at Devil's Canyon)
- 1959 : The Dupont Show of the month (série télévisée) : Miguel de Cervantes / Don Quixote de la Mancha / Alonso Quijana (épisode I, Don Quixote)
- 1960 : The Dupont Show of the month (série télévisée) : Dr Hochberg (épisode Men in White)

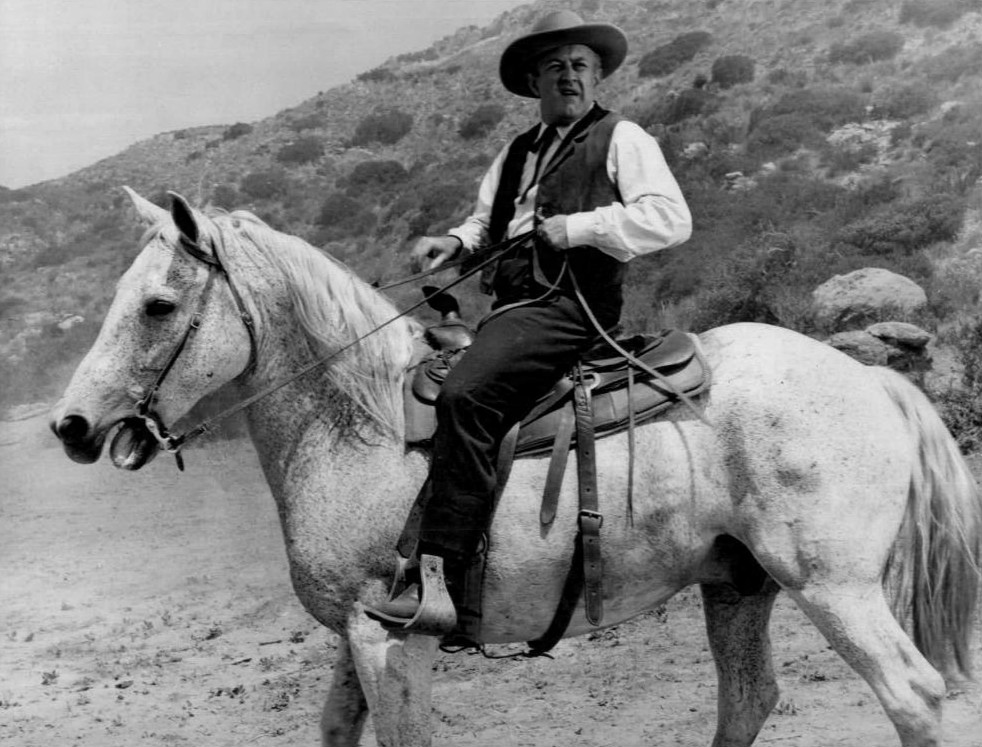
dans Le Virginien

- 1960 : General Electric Theater (série télévisée) : Dominic Roma (épisode Lear vs the committeeman)
- 1961 : The Dupont Show with June Allyson (série télévisée) : Capt. Maximilian Gault (épisode School of the soldier)
- 1961 : Naked City (série télévisée) : Paul Delito (épisode Take off your hat when a funeral passes)
- 1961 : Vincent Van Gogh : A Self-portrait (Téléfilm)
- 1962 : General Electric Theater (série télévisée) : Grayson Foxhall (épisode The unstoppable Gray Fox)
- 1962-1966 : Le Virginien (série télévisée) : Judge Garth (Saisons 1 à 4)
- 1963 : Bob Hope presents the Chrysler Theatre (série télévisée) : Ernie Wigman (épisode It's mental work)
- 1966 : Death of a salesman (Téléfilm) : Willy Loman
- 1970 : Annie, the women in the life of a man (Téléfilm)
- 1970 : The Dean Martin Show (en) (série télévisée)
- 1970 : To confuse the Angel (Téléfilm)
- 1970-1971 : The Young Lawyers (série télévisée) : Attorney David Barrett
- 1972 : Heat of Anger (Téléfilm) : Frank Calvin
- 1973 : Un shérif à New York (série télévisée) : Alexander Montebello (épisode Showdown at the End of the World)
- 1973 : Assurance sur la mort (Téléfilm) : Barton Keyes
- 1974 : Dr. Max (Téléfilm) : Dr Maxwell « Max » Gordon
- 1974 : Trapped beneath the Sea (Téléfilm) : Victor Bateman
- 1974 : The Great Ice Rip-Off (Téléfilm) : Willy Calso
- 1974 : Gunsmoke (série télévisée) : Col. Josiah Johnson (épisode The Colonel)
- 1976 : Les Origines de la Mafia (Mini-série) : Bartolomeo Gramignano (épisode Gli antenaci)

## Voix françaises
| - André Valmy dans : - Les Frères Karamazov - Les Quatre Cavaliers de l'Apocalypse - La Conquête de l'Ouest - Notre homme Flint - F comme Flint - Macho Callahan - Le Fantôme de Cat Dancing - L'Exorciste (1er doublage) - Le Veinard - Serge Nadaud dans : - Le Cercle infernal - La Main gauche du Seigneur - L'Homme au complet gris - Douze hommes en colère - Gérard Férat dans : - Le Chant de Bernadette - Capitaine de Castille - Appelez nord 777 | - Jean Martinelli dans : - Dans la souricière - La Mafia fait la loi - Les Hommes de Las Vegas - Claude Bertrand dans : - Le Virginien (série télévisée) - Un shérif à New York - On n'achète pas le silence et aussi : - Antoine Balpêtré dans L'Heure du crime - Marcel Rainé dans Sur les quais - Robert Dalban dans Racket dans la couture - Jean Toulout dans L'Homme de l'Ouest - Stéphane Audel dans Traquenard - Claude Péran dans La Vie à belles dents - Abel Jacquin dans Exodus - Pierre Collet dans L'Or de MacKenna - Jean Lescot dans L'Exorciste (2e doublage) |